# 胸导管
胸导管是人和羊膜动物体中最长最大的淋巴管。

## 路径
胸导管自乳糜池经主动脉裂孔进入胸腔；
沿脊柱右前方和胸主动脉与奇静脉之间上行，经食管与脊柱之间向左侧斜行，然后沿脊柱左前方上行，经胸廓上口至颈部；
在左颈总动脉和左颈内静脉的后方转向前内下方，注入左静脉角。

## 功能
胸导管引流下肢、盆部、腹部、左上肢、左胸部和左头颈部的淋巴，占全身淋巴的3/4。

## 通路
胸导管与肋间淋巴结、气管支气管淋巴结和左锁骨上淋巴结之间存广泛的淋巴侧支通路。

## 说明
胸导管常发出较细的侧支注入奇静脉和肋间后静脉，故结扎胸导管末端时，一般不会引起淋巴水肿。

## 参阅
右淋巴导管